# Saint-Oyen (Frankrijk)
Saint-Oyen is een plaats en voormalige gemeente in het Franse departement Savoie (regio Auvergne-Rhône-Alpes) en telt 194 inwoners (1999). De oppervlakte bedraagt 2,11 km², de bevolkingsdichtheid is 91 inwoners per km². Saint-Oyen is op 1 januari 2019 gefuseerd met de gemeenten Aigueblanche en Le Bois tot de gemeente Grand-Aigueblanche. 
De naam verwijst naar de heilige Eugendus of Oyen van Condat (5e - 6e eeuw).

## Demografie
Onderstaande figuur toont het verloop van het inwonertal (bron: INSEE-tellingen).